# Gouvernement Gillard I
Commonwealth d'Australie
Rudd I Gillard II
Le gouvernement Gillard I (en anglais : First Gillard Ministry) est le gouvernement du Commonwealth d'Australie entre le 28 juin et le 11 septembre 2010, sous la 42e législature de la Chambre des représentants.
Il est dirigé par la travailliste Julia Gillard, successeure de Kevin Rudd après sa mise en minorité au sein du parti. Il succède au gouvernement Rudd I et cède le pouvoir au gouvernement Gillard II après que le Parti travailliste ait remporté de peu les élections fédérales de 2010.

## Historique du mandat
Ce gouvernement est dirigé par la nouvelle Première ministre Julia Gillard, anciennement vice-Première ministre au sein du gouvernement de Kevin Rudd. Il est constitué par le Parti travailliste, qui dispose de 83 représentants sur 150 à la Chambre des représentants. 
Il succède donc au gouvernement Rudd I, constitué et soutenu dans les mêmes conditions.

## Composition
- Premier ministre, Julia Gillard
- Vice-Premier ministre, Ministre des Finances, Wayne Swan

### Cabinet
- Ministre de l'Immigration et de la Citoyenneté, Chris Evans
- Ministre de la Défense, Vice-président du Conseil exécutif fédéral, John Faulkner
- Ministre du Trésor et de la Dérégulation, Lindsay Tanner
- Ministre de l'Éducation, Ministre de l'Emploi et des Relations sociales, Ministre de l'Insertion,Simon Crean
- Ministre des Affaires étrangères, Ministre du Commerce, Stephen Smith
- Ministre de la Santé et des Personnes âgées, Nicola Roxon
- Ministre de la Famille, du Logement, des Services communautaires et des Affaires aborigènes, Jenny Macklin
- Ministre des Infrastructures, des Transports, du Développement régional et des Affaires locales, Anthony Albanese
- Ministre des Communications et de l'Économie numérique, Stephen Conroy
- Ministre de l'Innovation, de l'Industrie, de la Science et de la Recherche, Kim Carr
- Ministre de l'Environnement, du Patrimoine et des Arts, Peter Garrett
- Ministre du Changement climatique, de l'Efficacité énergétique et de l'Eau, Penny Wong
- Procureur Général, Robert McClelland
- Ministre d'État spécial, Secrétaire du Cabinet, Joe Ludwig
- Ministre de l'Agriculture, des Pêches et des Forêts, Tony Burke
- Ministre des Ressources et de l'Énergie, Ministre du Tourisme, Martin Ferguson
- Ministre des Services sociaux, Ministre des Services financiers, des Retraites et du Droit des sociétés, Chris Bowen